# Взяття Парижа (1814)
Взяття Парижа в 1814 році  — завершальна битва Наполеонівської кампанії 1814 року, після якої імператор Наполеон відрікся від трону.
30 березня 1814 союзні армії фельдмаршалів Блюхера і Шварценберга (головним чином російські корпусу) атакували і після запеклих боїв захопили підступи до Парижу. Столиця Франції капітулювала на наступний день, перш ніж Наполеон встиг перекинути війська для її порятунку. Битва за Париж стала в кампанії 1814 року однією з найбільш кровопролитних для союзників, які втратили за один день боїв більше 8 тисяч солдатів (з них понад 6 тис. росіян), але в результаті закінчила епоху Наполеонівських воєн.

## Передісторія
У перших числах січня 1814 року війська союзників, що складались з російських, австрійських, прусських і німецьких корпусів, вторглися до Франції з метою повалення Наполеона, розбитого в битві під Лейпцигом в жовтні 1813. Союзники наступали двома окремими арміями: російсько-прусську Сілезьку армію очолював прусський фельдмаршал Блюхер, російсько-німецько-австрійську Головну (колишню Богемську) армію віддали під командування австрійського фельдмаршала Шварценберга.
У боях на території Франції Наполеон частіше отримував перемоги, але жодна з яких не стала вирішальною через чисельну перевагу союзників. Наполеон рідко мав під рукою в одному місці понад 40 тисяч солдатів, тоді як його противники мали в розпорядженні 150—200 тисяч. Союзники кілька разів намагалися рушити на Париж, але Наполеону вдавалося, сконцентрувавши сили, відкинути фланговими ударами армії Блюхера і Шварценберга на вихідні позиції.
У 20-х числах березня 1814 Наполеон вирішив пройти до північно-східних фортець на кордоні Франції, де розраховував деблокувати французькі гарнізони, і, значно посиливши свою армію, примусити союзників до відступу, погрожуючи їх тиловим комунікаціям. Французький імператор сподівався на повільність союзних армій і їх страх перед його появою в їхньому тилу. Останньою спробою Наполеона врятувати Париж була битва при Арсі-сюр-Об, але Наполеон зазнав поразки і був змушений відходити. 
Союзні монархи після перемоги при Арсі-сюр-Об і відступу Наполеона 24 березня 1814 року схвалили план наступу на Париж. На користь такого рішення послужила інформація про невдоволення в Парижі і втоми французів від війни, у зв'язку з чим знімалися побоювання запеклих боїв з озброєними городянами на вулицях півмільйонного міста. Проти Наполеона вислали десятитисячний кавалерійський корпус під керівництвом російського генерала Вінцінгероде при 40 гарматах з тим, щоб ввести Наполеона в оману щодо намірів союзників. Корпус Вінцінгероде був розбитий Наполеоном 26 березня, але це вже не вплинуло на хід подальших подій.
25 березня союзні війська рушили на захід, на Париж, і в той же день під Фер-Шампенуазе зіткнулися з окремими французькими частинами, які поспішали на з'єднання з армією Наполеона. У бою французькі корпуси маршалів Мармона і Мортьє були розбиті і відкотилися до Парижу.
29 березня союзні армії підійшли впритул до передової лінії оборони столиці.
Коли 27 березня Наполеон дізнався про наступ на Париж, то високо оцінив рішення супротивника: "Це чудовий шаховий хід. От ніколи б не повірив, що який-небудь генерал у союзників здатний це зробити ". Наступного дня він від Сен-Дізьє (прибл. 180 км на схід від Парижа) кинувся зі своєю невеликою армією на порятунок столиці, однак прибув занадто пізно.

## Оборона Парижа та диспозиція сторін

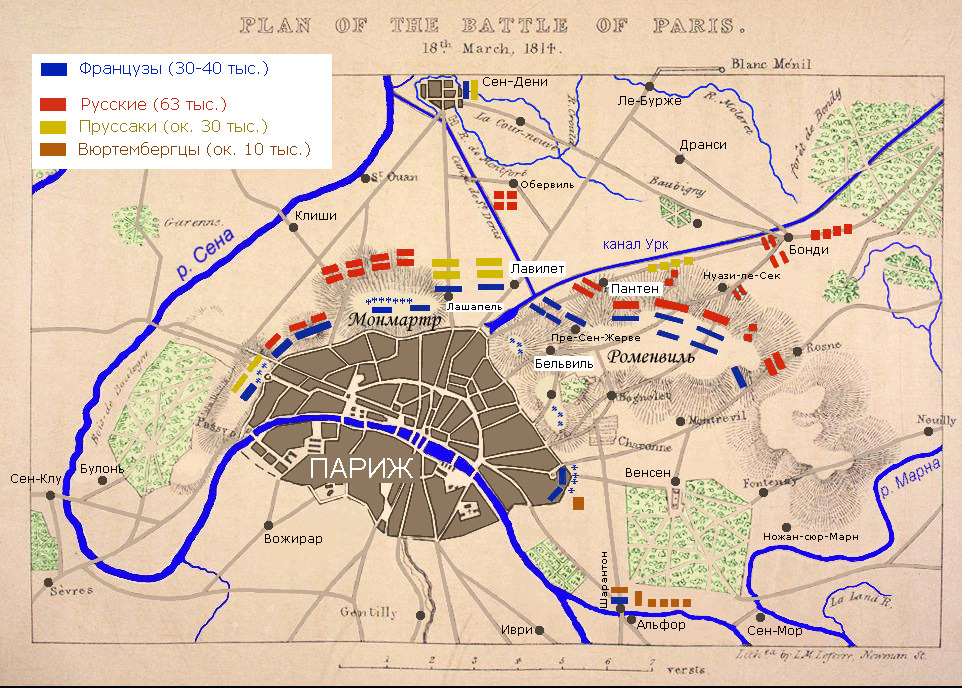
План битви за Париж в 1814 році. Дата 18 березня вказана за старим стилем

Париж був найбільшим містом Європи з населенням в 714 600 чоловік (1809 р.), велика частина його знаходилася на правому березі Сени. Вигини Сени та її права притока Марна захищали місто з 3 боків, на північно-східному напрямку від Сени до Марни простягнулася ланцюг пагорбів (з яких найбільш значущим був Монмартр), замикаючи кільце природних укріплень. Канал Урк з північного сходу проходив між цими висотами, впадаючи в Сену в самому Парижі. Оборонна лінія столиці Франції розташовувалася приблизно вздовж частково укріплених висот: від Монмартру на лівому фланзі через селища Лавілет і Пантен в центрі і до височини Роменвіль на правому фланзі. Місця, що примикають до Сени на лівому фланзі і Марні на правому, прикривалися окремими загонами і кавалерією. В деяких місцях були зведені частоколи для перешкоди кінноті союзників.
Відстань від передової лінії оборони до центру Парижа становила 5-10 км.
Лівий фланг від Сени до каналу Урк (включаючи Монмартр і Лавілет) захищали війська під командуванням маршалів Мортье і Монсея. Правий фланг від Урка до Марни (включаючи Пантен і Роменвіль) обороняв маршал Мармон. Верховне командування формально зберігав намісник Наполеона в Парижі, його брат Жозеф.
Число захисників міста оцінюється істориками з широким розкидом від 28 до 45 тисяч, найбільш часто фігурує цифра в 40 тисяч солдатів. За різними даними у французів було 22-26 тис. регулярних військ, 6-12 тис. ополченців (Національна Гвардія під командуванням маршала Монсея), з яких далеко не всі з'явилися на бойових позиціях, і близько 150 гармат. Брак військ частково компенсувалася високим бойовим духом захисників столиці і їх надією на швидке прибуття Наполеона з армією.
Союзники підійшли до Парижу з північного сходу 3 основними колонами загальною чисельністю до 100 тисяч солдатів (з них 63 тис. росіян): праву (російсько-прусську Сілезьку армію) вів прусський фельдмаршал Блюхер, центральну очолював російський генерал-від-інфантерії Барклай-де-Толлі, ліва колона під командуванням кронпринца Вюртембергского рухалася вздовж правого берега Сени. Бойові дії в центрі і на лівому фланзі союзників очолив головнокомандувач російськими військами у Головній армії генерал-від-інфантерії Барклай-де-Толлі.

## Хід битви

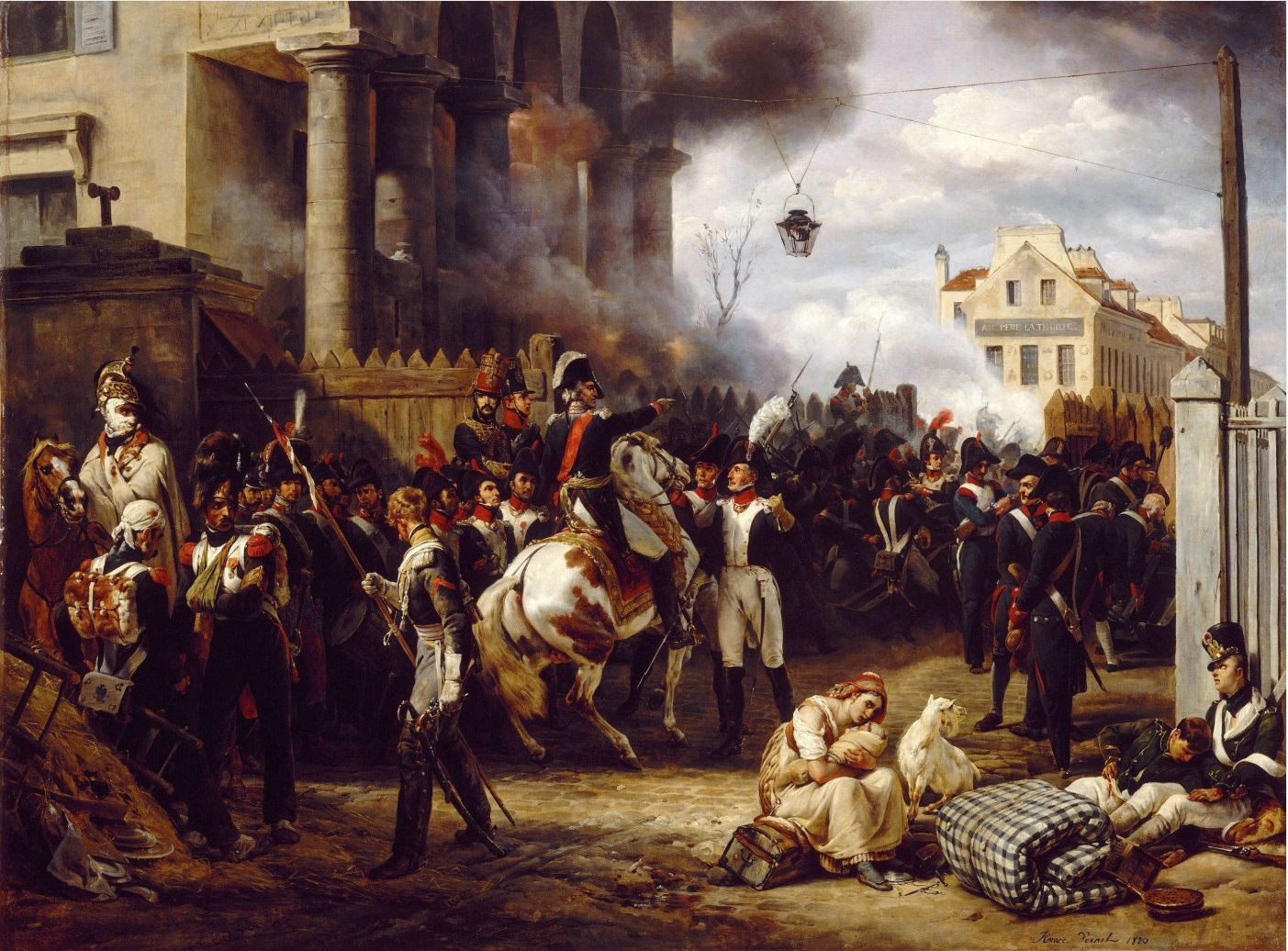
Оборона застави Кліші в Парижі в 1814. Картина О. Верне, що сам був учасником оборони Парижа.

Союзники поспішали заволодіти Парижем до підходу армії Наполеона, тому не стали чекати зосередження всіх сил для одночасного штурму з усіх напрямків. О 6 годині ранку 30 березня наступ на Париж почалося з атаки селища Пантен в центрі російським 2-м Піхотним корпусом принца Євгенія Вюртембергского. Одночасно генерал Раєвський з 1-м Піхотним корпусом і кавалерією Палена 1-го пішов на штурм висот Роменвіля. Як завжди, гвардія залишалася в резерві.
Французи здійснили сильну контратаку на Пантен, так що Євген Вюртембергський, втративши тільки убитими до 1500 солдатів, запросив підкріплень. Барклай-де-Толлі послав дві дивізії Третього гренадерського корпусу, які допомогли переламати хід бою. Французи відступили від Панта і Роменвіля до селища і височини Бельвіль, де могли розраховувати на прикриття сильних артбатарей. Барклай-де-Толлі призупинив просування, очікуючи вступу у справу запізнілих Сілезької армії Блюхера і військ кронпринца Вюртембергского.
Об 11 годині ранку Блюхер зміг атакувати лівий фланг французької оборони. За спогадами генерала Мюффлінга, Сілезька армія запізнилася з початком штурму через каналу Урк, який не був нанесений на карти і який довелося важко форсувати. До укріпленого села Лавілет наблизилися прусські корпусу Йорка і Клейста з корпусом Воронцова, російський корпус Ланжерона пішов на Монмартр, пануючу висоту над Парижем. Спостерігаючи з Монмартра величезну перевагу ворожих сил, формальний командувач французької оборони Жозеф Бонапарт вирішив покинути поле бою, залишивши Мармону і Мортье повноваження для здачі Парижа заради порятунку міста.

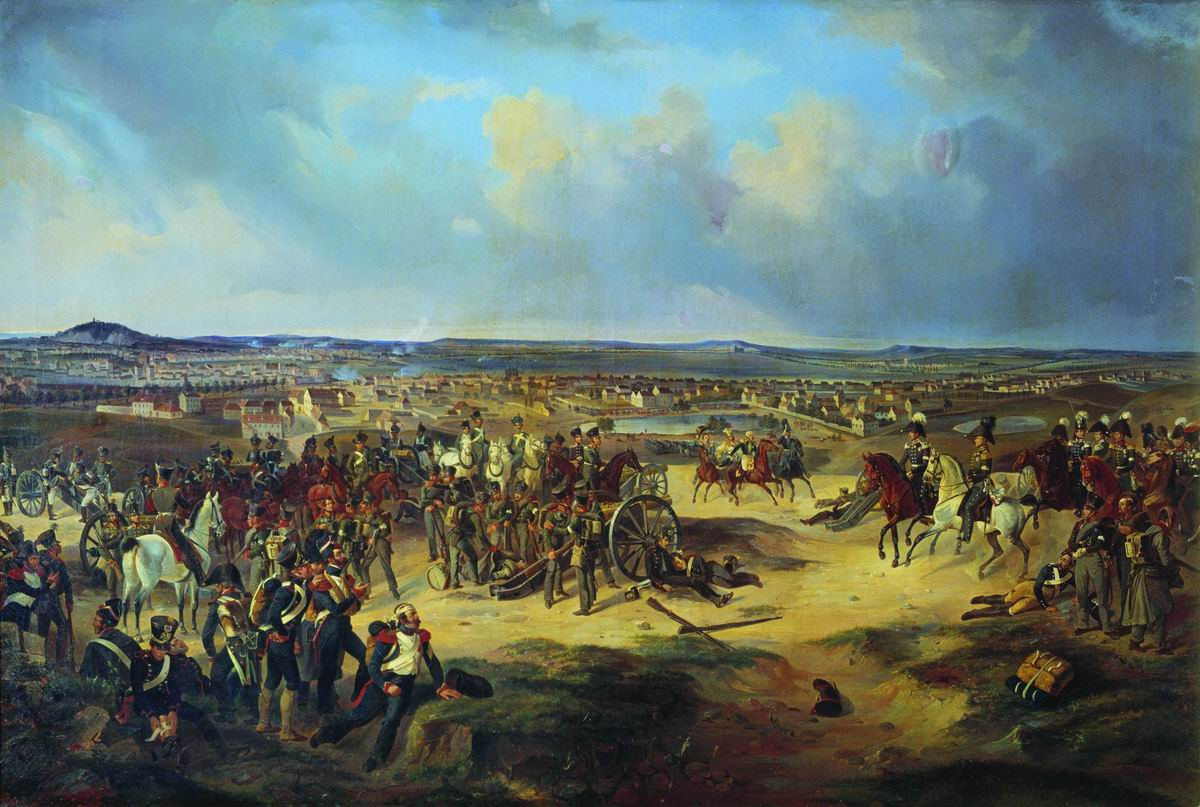
Битва під Парижем в 1814. Б. Віллевальде, 1834

О 1 годині дня колона кронпринца Вюртембергского перейшла Марну і атакувала крайній правий фланг французької оборони зі сходу, пройшовши через Венсенський ліс і захопивши селище Шарантоні. Барклай відновив наступ в центрі, і незабаром упав Бельвіль. Пруссаки Блюхера вибили французів з Лавілета. На всіх напрямках союзники виходили безпосередньо до кварталів Парижа. На висотах вони встановлювали гармати, дула яких дивилися на столицю Франції.
Бажаючи врятувати багатотисячне місто від бомбардування і вуличних боїв, командувач правим флангом французької оборони маршал Мармон до 5 години дня відправив парламентера до російського імператора. Олександр I дав таку відповідь: «Він накаже зупинити бій, якщо Париж буде зданий: інакше до вечора не дізнаються місця, де була столиця.» Перш ніж умови капітуляції були узгоджені, Ланжерон штурмом заволодів Монмартром. Командувач лівим флангом французької оборони маршал Мортье також погодився на здачу Парижа.
Капітуляція Парижа була підписана о 2 годині ранку 31 березня в селищі Лавілет. До 7 години ранку, за умовою угоди, французька регулярна армія повинна була покинути Париж. Опівдні 31 березня 1814 частини союзної армії (головним чином російська і прусська гвардія) на чолі з імператором Олександром I тріумфально вступили в столицю Франції. Минулий раз ворожі (англійські) війська вступали до Парижа в XV столітті під час Столітньої війни.

## Підсумки і наслідки битви

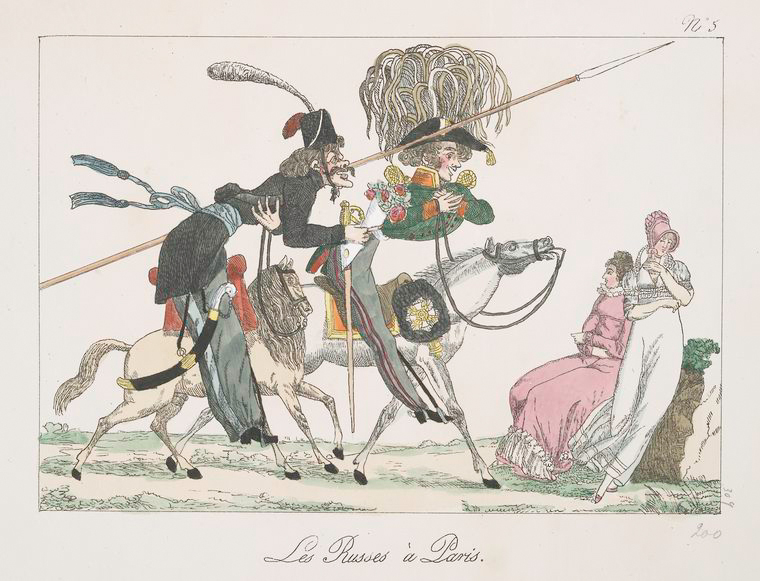
Росіяни в Парижі. Французький гумор 1814 року.

Учасник кампанії та історик Михайловський-Данилевський у своїй праці про закордонний похід 1814 повідомив такі втрати союзних військ під Парижем: 7100 росіян, 1840 пруссаків і 153 вюртембергця, всього понад 9 тис. солдатів. На 57-й стіні галереї військової слави Храму Христа Спасителя зазначено більше 6 тисяч російських воїнів, які вибули з ладу при взятті Парижа, що відповідає даним історика М. І. Богдановича (більше 8 тис. союзників, з них 6100 росіян).
Французькі втрати оцінюються істориками в понад 4 тис. солдатів. Союзники захопили 86 гармат на полі бою і ще 72 гармати дісталися їм після капітуляції міста, [7] М. І. Богданович повідомляє про 114 захоплених гармат [6].
Вирішальна перемога була щедро відзначена імператором Олександром I. Головнокомандувач російськими військами генерал Барклай-де-Толлі отримав чин фельдмаршала. 6 генералів удостоїлися ордена Св. Георгія 2-го ступеня. Виключно висока оцінка, якщо врахувати, що за перемогу в найбільшому бою Наполеонівських воєн під Лейпцигом орден Св. Георгія 2-го ступеня отримали 4 генерали, а за Бородинську битву був удостоєний тільки один генерал. Усього за 150 років існування ордена 2-й ступінь вручали лише 125 разів. Відзначившись при взятті Монмартра генерал-від-інфантерії Ланжерон удостоївся вищого ордена Св. Андрія Первозванного.
Наполеон дізнався про капітуляцію Парижа в Фонтебло, де чекав підходу своєї армії, що відставала. Він відразу ж вирішив стягнути всі наявні війська для продовження боротьби, проте під тиском маршалів, які враховують настрої населення і тверезо оцінили співвідношення сил, 4 квітня 1814 Наполеон відрікся від трону.
10 квітня, вже після зречення Наполеона, на півдні Франції стався остання битва у цій війні. Англо-іспанські війська під командуванням герцога Веллінгтона зробили спробу оволодіти Тулузою, яка оборонялася маршалом Сультом. Тулуза капітулювала лише після того, коли вісті з Парижа досягли гарнізону міста.
У травні був підписаний мир, який повернув Францію до кордонів 1792 року і відновив там монархію. Епоха Наполеонівських воєн закінчилася, тільки спалахнувши ще в 1815 році при знаменитому короткочасному поверненні Наполеона до влади (Сто днів).